# Robert Bosch
Robert Bosch (Albeck, 1861. szeptember 23. – Stuttgart, 1942. március 12.) német nagyiparos, mérnök, feltaláló, a Robert Bosch GmbH megalapítója.

## Élete
Albeckben született, Servatius Bosch és Maria Margarita Dölle tizenkét gyermeke közül. Unokaöccse Carl Bosch későbbi Nobel-díjas kémikus.
Robert gépészetet tanult, majd 1884 májusában az Egyesült Államokba utazott, ahol Thomas Edison alatt dolgozott mérnökként. Később Nagy-Britanniában dolgozott, majd hazatért Németországba. Ő fejlesztette ki az első jól használható nagyfeszültségű gyújtógyertyát a belső égésű motorokhoz.
Bosch támogatta dolgozói jólétét, ő volt az egyik első német iparos, aki gyáraiban bevezette a nyolc órás munkanapokat.